# Hieracium vitellicolor
Hieracium vitellicolor là một loài thực vật có hoa trong họ Cúc. Loài này được Elfstr. mô tả khoa học đầu tiên năm 1893.